# Hybozelodes nigellus
Hybozelodes nigellus är en tvåvingeart som beskrevs av Hermann 1912. Hybozelodes nigellus ingår i släktet Hybozelodes och familjen rovflugor.
Artens utbredningsområde är Peru. Inga underarter finns listade i Catalogue of Life.